# Wilhelm Henrichs
Wilhelm Henrichs (* 10. November 1897 in Grevenbroich; † 18. April 1966) war ein deutscher Politiker und Landtagsabgeordneter (CDU).

## Leben und Beruf
Nach dem Besuch der Volksschule und des Realgymnasiums mit dem Abschluss Abitur und dem Kriegsdienst studierte er ab 1918 Rechtswissenschaften. Ab 1920 war er Referendar und ab 1923 Gerichtsassessor. Von 1923 bis 1930 war er Kreisbeigeordneter des Landkreises Opladen und von 1930 bis 1934 Oberbürgermeister von Neuss. Er wurde von den Nationalsozialisten abgesetzt. Anschließend war Henrichs als Rechtsanwalt tätig.
Bis 1933 war Henrichs Mitglied der Deutschen Zentrumspartei, er war von 1925 bis 1930 Mitglied des Kreisvorstandes des Kreises Opladen, von 1930 bis 1933 Vorstandsmitglied der Zentrumspartei in Neuss. Zum 1. Mai 1933 trat er der NSDAP bei (Mitgliedsnummer 3.483.844). 1945 wurde er Mitglied der CDU und war auch hier in zahlreichen Parteigremien aktiv.
Er war seit 1925 Mitglied der katholischen Studentenverbindung K.D.St.V. Rheno-Baltia Köln.

## Abgeordneter
Vom 13. Juli 1954 bis zu seinem Tod am 18. April 1966 war Henrichs Mitglied des Landtags des Landes Nordrhein-Westfalen. Er wurde jeweils im Wahlkreis 057 Düsseldorf-Mettmann-Süd direkt gewählt.